# Distretto di Huyi
Il distretto di Huyi (鄠邑区S, Hùyì QūP), già contea di Hu, è un distretto della Cina, situato nella provincia dello Shaanxi e amministrato dalla città-prefettura di Xi'an.